# Championnats du monde de judo 1993
Navigation
Édition précédente Édition suivante
Les Championnats du monde de judo 1993 se sont tenus à Hamilton au Canada.

## Résultats

### Hommes
| Catégories        | Or                | Argent                | Bronze                                |
| ----------------- | ----------------- | --------------------- | ------------------------------------- |
| - 60 kg           | Ryuji Sonoda      | Nazim Gousseinov      | Richard Trautmann Georgi Vazagashvili |
| - 65 kg           | Yukimasa Nakamura | Eric Born             | Sergei Kosmynin Udo Quellmalz         |
| - 71 kg           | Hoon Chung        | Bertalan Hajtos       | Rogerio Cardoso Daisuke Hideshima     |
| - 78 kg           | Jeon Ki-young     | Hidehiko Yoshida      | Jason Morris Darcel Yandzi            |
| - 86 kg           | Yoshio Nakamura   | Nicolas Gill          | Adrian Croitoru Leon Villar           |
| - 95 kg           | Antal Kovacs      | Aurélio Miguel        | Marc Meiling Stéphane Traineau        |
| + 95 kg           | David Douillet    | David Khakhaleichvili | Sergei Kossorotov Frank Möller        |
| Toutes catégories | Rafał Kubacki     | Henry Stohr           | David Khakhaleichvili Naoya Ogawa     |

### Femmes
| Catégories        | Or                  | Argent            | Bronze                                  |
| ----------------- | ------------------- | ----------------- | --------------------------------------- |
| - 48 kg           | Ryoko Tamura        | Aiyue Li          | Joyce Heron Giovanna Tortora            |
| - 52 kg           | Legna Verdecia      | Almudena Muñoz    | Cécile Nowak Wakaba Suzuki              |
| - 56 kg           | Nicola Fairbrother  | Chiyori Tateno    | Jessica Gal Driulis González            |
| - 61 kg           | Gella van de Caveye | Yael Arad         | Diane Bell Daima Beltran                |
| - 66 kg           | Cho Min-sun         | Liliko Ogasawara  | Odalis Revé Di Zhang                    |
| - 72 kg           | Chun Hui Leng       | Kate Howey        | Victoria Kazounina Mi Jung Kim          |
| + 72 kg           | Johanna Hagn        | Noriko Anno       | Svetlana Goudarenko Monique van der Lee |
| Toutes catégories | Beata Maksymow      | Angelique Seriese | Ji-Yoon Moon Yin Zhang                  |

## Tableau des médailles
| Rang | Nation       | Or | Argent | Bronze | Total |
| ---- | ------------ | -- | ------ | ------ | ----- |
| 1    | Japon        | 4  | 3      | 3      | 10    |
| 2    | Corée du Sud | 3  | 0      | 2      | 5     |
| 3    | Pologne      | 2  | 0      | 0      | 2     |
| 4    | Allemagne    | 1  | 1      | 4      | 6     |
| 5    | Chine        | 1  | 1      | 2      | 4     |
| -    | Royaume-Uni  | 1  | 1      | 2      | 4     |
| 7    | Hongrie      | 1  | 1      | 0      | 2     |
| 8    | Cuba         | 1  | 0      | 3      | 4     |
| -    | France       | 1  | 0      | 3      | 4     |
| 10   | Belgique     | 1  | 0      | 0      | 1     |
| 11   | Géorgie      | 0  | 1      | 2      | 3     |
| -    | Pays-Bas     | 0  | 1      | 2      | 3     |
| 13   | Brésil       | 0  | 1      | 1      | 2     |
| -    | Espagne      | 0  | 1      | 1      | 2     |
| -    | États-Unis   | 0  | 1      | 1      | 2     |
| 16   | Azerbaïdjan  | 0  | 1      | 0      | 1     |
| -    | Canada       | 0  | 1      | 0      | 1     |
| -    | Israël       | 0  | 1      | 0      | 1     |
| -    | Suisse       | 0  | 1      | 0      | 1     |
| 20   | Russie       | 0  | 0      | 4      | 4     |
| 21   | Roumanie     | 0  | 0      | 1      | 1     |
| -    | Italie       | 0  | 0      | 1      | 1     |